# Werner Kochmann

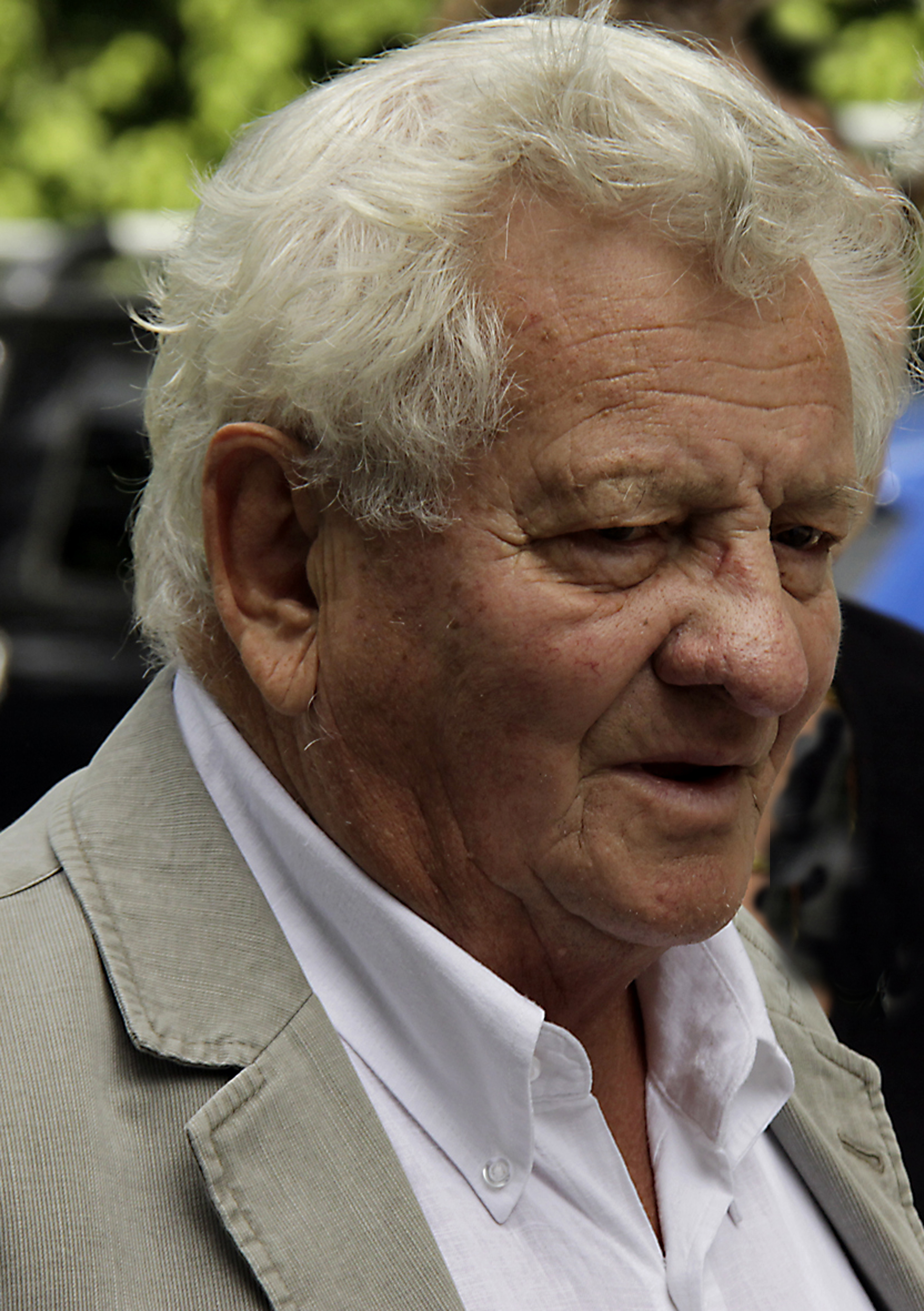
Werner Kochmann (2012)

Werner Kochmann (* 9. Juni 1930 in Halle (Saale); † 30. Januar 2020 in Bitterfeld-Wolfen) war ein deutscher Industriechemiker und Professor für Chemie an der Martin-Luther-Universität in Halle (Saale). Seine Hauptarbeitsgebiete waren Technisch-organische Chemie und Chlorierungschemie. Er hat als langjähriger Forschungsdirektor des Chemiekombinats Bitterfeld (CKB) vor und als Vorstandsvorsitzender der Chemie AG Bitterfeld-Wolfen nach der deutschen Wiedervereinigung Wesentliches zur Entwicklung der chemischen Industrie in der Region Bitterfeld-Wolfen beigetragen.
Er galt als ein sehr kreativer Fachmann, der an einer Vielzahl von Patenten beteiligt war.

## Leben
Werner Kochmann wurde in der mitteldeutschen Region in einfachen sozialen Verhältnissen geboren. Nach Kriegsende 1945 trug er als Schüler zur Sicherung des Überlebens der Familie bei, indem er Lebensmittel und Brennmaterial organisierte, dabei aber mit der amerikanischen Besatzungsmacht in Halle in Konflikt geriet, die ihn für einige Tage ins Gefängnis verbrachte. Seine Mutter entschied daraufhin, dass ihr Sohn nicht weiter zur Schule gehen, sondern einen Beruf erlernen sollte. Er beendete seine Lehre als Bauschlosser nach 3 Jahren mit sehr guten Zeugnissen.
Danach holte er das Abitur an der Vorstudienabteilung der Martin-Luther-Universität Halle-Wittenberg (MLU) nach. Hier studierte er Chemie und promovierte anschließend bei Wolfgang Langenbeck, Lehrstuhlleiter für organische Chemie der MLU in Halle (Saale) und zugleich Direktor des Instituts für Katalyseforschung der Deutschen Akademie der Wissenschaften zu Berlin (DAW) in Rostock.
Nach seinem Berufseinstieg im Chemiekombinat Bitterfeld (CKB) erlangte er bald die Funktion des Abteilungsleiters Forschung und hat hier eine bemerkenswerte Kreativität gezeigt. Für die Rationalisierung der Produktion von Schädlingsbekämpfungsmitteln (insbesondere Produkt Bi58) erhielt er mit seinem Kollektiv 1973 den Nationalpreis II. Klasse für Wissenschaft und Technik. Bereits 3 Jahre später bekam er nochmals den Nationalpreis im Kollektiv als Bereichsleiter für Organische Chemie und Pflanzenschutz für die Entwicklung von Wachstumsreglern für Getreidepflanzen (Camposan-Produktion) im CKB.
Seit 1979 lehrte er als Professor auf dem Gebiet der technischen organischen Chemie an der Martin-Luther-Universität Halle-Wittenberg.
Der Prozess der deutschen Wiedervereinigung  von 1990 hat die Chemieindustrie in Mitteldeutschland in besonderem Maße betroffen. Werner Kochmann gehörte zu denjenigen, die sich tatkräftig dafür eingesetzt haben, diese traditionsreiche Industrie ökonomisch und ökologisch vertretbar neu zu gestalten.
1990 wurde Werner Kochmann Vorstandsvorsitzender der neu gegründeten Chemie AG Bitterfeld-Wolfen. Er konnte in dieser zweijährigen Funktion die Entwicklung und Ansiedlung neuer Firmen in dieser Chemieregion erfolgreich fördern. Der lebensfähige Teil der vorhandenen Betriebe konnte schließlich privatisiert werden. Für seine Verdienste hierbei erhielt er 2010 im Rahmen des 3. Jahrestreffens der Chemie-Senioren der Gesellschaft Deutscher Chemiker (GDCh) in Wolfen die Ehrennadel der Stadt Bitterfeld-Wolfen. Diese Veranstaltung stand unter dem Thema „Die Mitteldeutsche Chemieregion – wie Phönix aus der Asche“ und wurde von ihm mit vorbereitet.

## Als Bildender Künstler
Schon während seiner Berufsausbildung als Bauschlosser faszinierte ihn die Kunstschmiederei, die ihn sein gesamtes Leben lang begleitete. Eine Vielzahl von metallischen Abfallprodukten verwandelte sich in seiner häuslichen Schmiedewerkstatt zu gediegenen Kunstwerken. Auch hier erreichte er Professionalität, wie seine Mitgliedschaft im Verband Bildender Künstler der DDR bezeugt.
Im Ruhestand fand Werner Kochman mehr Zeit und Gelegenheit für seine Hobbys, die indische Philosophie und die antike indische Literatur sowie für seine Schmiedekunst. Mit Blick auf die historische Stahlerzeugung vermochte er ihr neue Seiten abzugewinnen. Sein starkes kulturhistorisches Interesse fand im altertümlichen Stahl der Inder und im sagenumwobenen „Wielands Schwert“ ein neues Betätigungsfeld. Es reichte vom Verfüttern von Stahlspänegemischen an Gänse, dem Verwerten ihres Kots zu schmiedbarem Stahl, der historisch nachempfundenen Herstellung von Damaszenerstählen mittels spezieller historischer Beimischungen, z. B. von seltenen Erden, und dem Nachweis von Fullerenen und Nanotubes mit modernen analytischen Methoden, sowie deren Bedeutung für die einzigartigen Eigenschaften von Damazenerstählen. Hierbei fand er in dem Physikprofessor und Kristallographen Peter Paufler an der TU Dresden einen geeigneten Partner.

## Mitgliedschaften und Ehrungen (Auswahl)
- Nationalpreis II. Klasse für Wissenschaft und Technik im Kollektiv, 1973 und 1976.
- Werner Kochmann wurde 1987 als Korrespondierendes Mitglied in die Akademie der Wissenschaften der DDR gewählt.
- Die Gelehrtengesellschaft Leibniz-Sozietät der Wissenschaften zu Berlin hat ihn in ihrem  Gründungsjahr 1993 als Mitglied aufgenommen.

## Veröffentlichungen (Auswahl)
- Von seinem schöpferischen Wirken zeugen mehr als 500 Patente, an denen Werner Kochmann beteiligt war.

Seine speziellen Kenntnisse auf dem Gebiet der technischen organischen Chemie fanden ihren Niederschlag im Standardwerk “Technische Organische Chemie”:
- Manfred Fedtke, Wilhelm Pritzkow, Gerhard Zimmermann, Werner Kochmann, Gottfried. Kötz:  Technische Organische Chemie. Grundstoffe, Zwischenprodukte, Finalprodukte, Polymere. Deutscher Verlag für Grundstoffindustrie, Leipzig 1992 und 1998, ISBN 3-342-00420-7.